# Боровское (Северо-Казахстанская область)
Боровское (каз. Боровское) — село в Кызылжарском районе Северо-Казахстанской области Казахстана. Входит в состав Петерфельдского сельского округа. Код КАТО — 595057200.

## Население
В 1999 году население села составляло 216 человек (109 мужчин и 107 женщин). По данным переписи 2009 года, в селе проживало 206 человек (105 мужчин и 101 женщина).